# Szigma- és béta-konvergencia
A szigma- és béta-konvergencia fogalmai az 1990-es évek konvergenciavitájában alakultak ki. A vitában azt kívánták eldönteni, hogy az egy főre jutó GDP különbségeiben hosszú távon csökkenés vagy növekedés mutatható-e ki. A vita kiteljesedése új módszerek kialakításához vezetett, valamint további kutatásokat ösztönzött, többek között a regionális tudományban is.

## Szigma-konvergencia
Akkor beszélünk szigma-konvergenciáról, ha az országok egy főre jutó jövedelmeinek keresztmetszeti adataiból számított szórás csökken.
Az eredmények értelmezéséhez szem előtt kell tartani, hogy a szórás abszolút mutató, a jövedelmek értékének emelkedése miatt növekedhet a mutató értéke. Ennek a problémának a kiküszöbölésére a relatív szórást szokták alkalmazni, ez azonban a szigma-konvergenciával nincs közvetlen kapcsolatban.

## Béta-konvergencia
A béta-konvergencia arra a feltételezésre épül, hogy a szegényebb országok egy főre jutó jövedelme gyorsabban növekszik mint a fejlett országoké, ennek eredményeképpen a szegényebb országok felzárkóznak a gazdagabb országokhoz. A béta-konvergenciának két típusát különítjük el:

### Abszolút béta-konvergencia
Abszolút béta-konvergencia esetében a keresztmetszeti adatokon lineáris regressziós becslét végzünk, magyarázó adatokként a jövedelmi adatok szerepelnek, a függő változó pedig a vizsgált periódusban megfigyelt növekedési ütem.
Δ ln yi = α + β ln yi0 + εt
A konvergenciahipotézis igazolódik, ha a β paraméter értéke negatív (innen származik a β-konvergencia elnevezés). A hipotézis tesztelése változatos eredményeket hozott, hamar világossá vált, hogy a minta elemszáma nagyban befolyásolja β értékét (a mintavételi torzítás jelensége miatt).

### Feltételes béta-konvergencia
Az abszolút feltételes konvergencia tesztelése során kapott eredmények miatt módosítani kellett a β-konvergencia fogalmát, mivel az a feltételezés, hogy a gazdagabb országok növekedési üteme kisebb, csak feltételesen igaz. A modellbe beépítették az országspecifikus tényezők hatását is, ezeket különféle kontroll- és környezeti változók képviselik (az oktatási kiadások GDP-hez viszonyított aránya, a beruházási kiadások GDP-hez viszonyított aránya, a kormányzati kiadások GDP-hez viszonyított aránya, a politikai instabilitás mérőszáma, a külkereskedelmi cserearány mutatószáma).
A feltételes konvergencia tesztjei igazolták a hipotézist, azonban a β negatív előjele szükséges, de nem elégséges feltétele a konvergenciának: fejlettségi inverzió bekövetkezésekor a negatív együttható ellenére sem következik be kiegyenlítődés.